# Петшиково (Поморське воєводство)
Петшиково (пол. Pietrzykowo) — село в Польщі, у гміні Кочала Члуховського повіту Поморського воєводства.
Населення — 179 осіб (2011).
У 1975-1998 роках село належало до Слупського воєводства.

## Демографія
Демографічна структура станом на 31 березня 2011 року:
|          | Загалом | Допрацездатний вік | Працездатний вік | Постпрацездатний вік |
| -------- | ------- | ------------------ | ---------------- | -------------------- |
| Чоловіки | 89      | 23                 | 54               | 12                   |
| Жінки    | 90      | 18                 | 48               | 24                   |
| Разом    | 179     | 41                 | 102              | 36                   |